# 덕구 (가수)
덕구(1993년 ~ )는 대한민국의 가수다.

## 방송
- 돌싱글즈2 (2019)
- 속풀이쇼 동치미 (2022)
- 오빠시대 (2023) - Top58

## 음반
- 문 (MOON) (2021)